# Mansfield College (Oxford)
Mansfield College, Oxford est l'un des collèges constitutifs de l'Université d'Oxford à Oxford, en Angleterre. Le collège est fondé à Birmingham en 1838 en tant que collège pour étudiants non conformistes. Il déménage à Oxford en 1886 et est rebaptisé Mansfield College d'après George Mansfield et sa sœur Elizabeth. En 1995, une charte royale est décernée donnant à l'institution le statut de collège à part entière. Les terrains du collège sont situés sur Mansfield Road, près du centre d'Oxford.
En février 2018, le collège comptait 231 étudiants de premier cycle, 158 diplômés, 34 étudiants invités et 67  boursiers et universitaires.
La directrice du collège depuis 2018 est Helen Mountfield, avocate et juriste.

## Histoire
Le collège est fondé en 1838, sous le patronage de George Storer Mansfield (1764–1837) et de ses deux sœurs Sarah (1767–1853) et Elizabeth (1772–1847), sous le nom de Spring Hill College, Birmingham, un collège pour étudiants non conformistes ,. Au XIXe siècle, bien que les étudiants de toutes les confessions religieuses aient légalement le droit de fréquenter les universités, la loi leur interdit d'obtenir des diplômes à moins qu'ils ne se conforment à l'Église d'Angleterre.

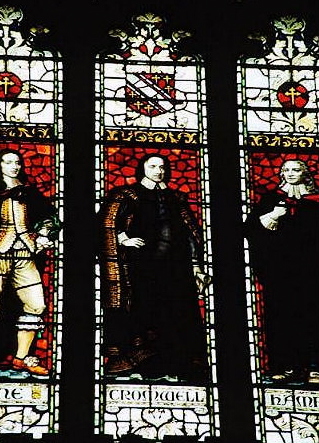
Vitrail de la chapelle du collège,
Henry Vane, Oliver Cromwell et John Hampden

En 1871, la loi sur les tests universitaires abolit tous les tests religieux pour les diplômes non théologiques aux universités d'Oxford, de Cambridge et de Durham . Pour la première fois, les opportunités éducatives et sociales offertes par les principales institutions britanniques sont ouvertes à certains non-conformistes. Le premier ministre qui promulgue ces réformes, William Ewart Gladstone, encourage la création d'un collège non conformiste à Oxford.
Le Spring Hill College part à Oxford en 1886  et est rebaptisé Mansfield College d'après George Mansfield et sa sœur Elizabeth. Les bâtiments victoriens, conçus par Basil Champneys sur un site acheté au Merton College, sont officiellement inaugurés en octobre 1889 .
Mansfield est le premier collège non conformiste à ouvrir à Oxford. Au départ, le collège n'accepte que les hommes, la première femme (Constance Coltman (en)) étant admise à étudier pour un diplôme externe en 1913.
Pendant la Seconde Guerre mondiale, plus de quarante membres du personnel de la Government Code & Cypher School s'installent au collège pour travailler sur les codes et les chiffres britanniques .
Comme de nombreux collèges d'Oxford, Mansfield admet sa première cohorte mixte en 1979, n'ayant auparavant pas accepté de étudier pour les diplômes d'Oxford .
En 1955, le collège obtient le statut de permanent private hall au sein de l'Université d'Oxford et en 1995, une charte royale donne à l'institution le statut de collège à part entière.

### Racines non conformistes
Depuis que le collège a été officiellement intégré pour la première fois à la structure universitaire en 1955, ses aspects non conformistes ont progressivement diminué. Jusqu'en 2007, Mansfield forme des ordinands de l'Église réformée unie (URC), qui sont des membres à part entière de l'université et reçoivent des diplômes .
L'histoire non conformiste du collège est cependant encore apparente dans quelques-unes de ses caractéristiques. Un portrait d'Oliver Cromwell est accroché dans la salle commune principale et des portraits des dissidents de 1662 sont accrochés dans la bibliothèque et les couloirs du bâtiment principal du collège, ainsi que des portraits du vicomte Saye et Sele, John Hampden, Thomas Jollie (en) et Hugh Peters (en). La chapelle du collège n'est pas consacrée et contient des vitraux et des statues représentant des personnalités de mouvements non conformistes, notamment Cromwell, Henry Vane et William Penn . Les services de la chapelle sont toujours menés dans une tradition non conformiste. Au fil des ans, la fréquentation des services de la chapelle a diminué et la composition du corps étudiant général ne reflète plus les origines religieuses non conformistes du collège.
En raison de ses racines non conformistes, le collège entretient toujours des liens étroits avec les écoles américaines. Il a une longue tradition d'accueil d'une trentaine d'étudiants américains en "Junior Year Abroad" chaque année. Ces étudiants viennent étudier à Oxford pendant une année universitaire.

## Bâtiments
Les terrains du Mansfield College sont situés sur Mansfield Road, près du centre d'Oxford et au sud du Science Area. Les terrains sont à proximité des parcs universitaires et de la rivière Cherwell. Le collège partage un mur d'enceinte avec le Wadham College.
Le bâtiment principal est conçu par l'architecte Basil Champneys et construit entre 1887 et 1889. Il abrite la bibliothèque principale du collège, la bibliothèque de droit et la bibliothèque de théologie. Il abrite également la salle commune junior, la salle commune intermédiaire et la salle commune senior du collège. Le bâtiment principal du collège renferme trois côtés du grand quadrilatère  qui a une pelouse circulaire. Le collège dispose également de plusieurs autres bâtiments, principalement utilisés pour le logement des étudiants, qui se trouvent en face du bâtiment principal. Exceptionnellement, Mansfield College n'est pas accessible via la loge du portier, le personnel du collège soutenant que cela est représentatif de son éthos ouvert et non conformiste. Cependant, les premières ébauches de schémas du collège montrent un deuxième quadrilatère fermé derrière le bâtiment principal, la tour avant servant de guérite dans cette zone. Cependant, la pauvreté du collège et le manque de fonds en raison de son histoire non conformiste empêchent l'exécution de ces plans.
Le dernier ajout aux installations du collège, le Hands Building, est conçu par Rick Mather et utilise des sources d'énergie renouvelables . Il comprend 74 chambres d'étude en suite, des salles de séminaire et un auditorium de 160 places qui est utilisé pour des conférences, comme un cinéma, un tribunal fictif et un espace pour les arts de la scène. Il est nommé pour les Royal Institute of British Architects South Regional Awards 2019 .e

## Directeurs
- 1886 à 1909 : Andrew Martin Fairbairn ; premier directeur du Mansfield College [14]
- 1909 à 1932 : William Boothby Selbie [15]
- 1932 à 1953 : Nathanaël Micklem [16]
- 1953 à 1970 : John Marsh [17]
- 1970 à 1977 : George Bradford Caird [18]
- 1977 à 1986 : Donald Armstrong Sykes [19]
- 1989 à 1996 : Dennis John Trevelyan [20]
- 1996 à 2002 : David Marquand [21]
- 2002 à 2011 : Diana Walford [22]
- 2011 à 2018 : Helena Kennedy [23]
- 2018 à ce jour : Helen Mountfield [24]